# Chris Shiflett & The Dead Peasants
Chris Shiflett & the Dead Peasants é um album auto-intitulado de Chris Shiflett, guitarrista dos Foo Fighters. The Dead Peasants são o seu segundo projecto, a seguir a Jackson United, e a banda é composta por elementos diferentes dos de Jackson United.
O álbum engloba os géneros rock/punk e é influenciado por country, rockabilly, e musica americana.
Todas as músicas apresentam como vocalista e guitarrista. Todas as músicas foram escritas e compostas por ele, excepto a "Burning Lights", uma cover de uma música tocada por Joe Strummer num filme de 1990 intitulado I Hired a Contract Killer.

## Músicas
1. Helsinki
2. Get Along
3. Bandaged
4. God Damn
5. Burning Lights
6. An Atheists Prayer
7. Not Going Down Alone
8. Baby, Let It Out
9. Death March

## Integrantes
- Chris Shiflett - vocalista principal, guitarrista, bandolim em "God Damn", baixista em "Not Going Down Alone" e "Death March"
- Paul Bushnell - Baixista
- Stevie Blacke - violinista e bandolinista
- Davey Faragher - baixo
- Dan Lavery - vocalista
- Greg Leisz - pedal steel guitarra
- John Lousteau - baterista
- Audra Mae - vocalista
- Eddie Perez - guitarrista
- Derek Silverman - tecladista
- Heather Waters -vocalista